# Cerodontha omissa
Cerodontha omissa är en tvåvingeart som beskrevs av Spencer 1961. Cerodontha omissa ingår i släktet Cerodontha och familjen minerarflugor. Inga underarter finns listade i Catalogue of Life.